# سيمانكاس (محطة مترو أنفاق مدريد)
سيمانكاس (بالإسبانية: Simancas)‏ هي محطة مترو أنفاق في مدريد في إسبانيا، تقع على الخط رقم 7.